# 301・302
『301・302』（さんまるいち・さんまるに）は、1995年の韓国映画。
1995年に第16回青竜映画賞・女優主演賞、1996年に第16回映画評論家協会賞・女子演技賞をパン・ウンジンが受賞。第16回青竜映画賞・脚本賞をイ・ソグンが受賞。

## スタッフ
- 監督：パク・チョルス
- 助監督：パク・ヨンフン、ソン・ヨンチョル、パン・サンフン
- 脚本：イ・ソグン

## キャスト
- パン・ウンジン[2]
- ファン・シネ
- キム・チュリョン
- パク・チョルホ
- チェ・ジェヨン
- チャン・ヨンジュ

## ストーリー
301号室に越してきた女は、過食症で太ってしまい、夫に浮気された過去を持つ女。スタイルのいい女に悪意を持っている。302号室には、スリムな女が住んでいた。
301は、302に嫉妬し、太らせてやろうと旨い料理を作る。しかし302は食べない。かつて302は義父の強姦を避けるために冷蔵庫の中に隠れたが、隣の子供が彼女を真似って冷蔵庫で凍え死にしたという過去があり、そのトラウマから拒食症になってしまったのだ。そして事態は思わぬ方向に……。

## リメイク
パク・チョルス監督でハリウッド・リメイクが決まっている。主演はマリサ・トメイとリヴ・タイラーの予定。